# Xian de Shan (Shandong)
Pour les articles homonymes, voir Shan (homonymie).
Le xian de Shan (单县 ; pinyin : Shàn Xiàn) est un district administratif de la province du Shandong en Chine. Il est placé sous la juridiction de la ville-préfecture de Heze.

## Démographie
La population du district était de 1 134 337 habitants en 1999.